# Mari Carmen Yepes
María del Carmen Yepes Alonso (Barcelona, 1942 - Madrid, 4 de febrero de 2015), más conocida como Mari Carmen Yepes, fue una actriz española.

## Biografía
Tras estudiar Bachillerato, decidió encaminarse hacia el mundo de la interpretación. Debuta en 1961 con la obra Un día de abril, que interpretaba la compañía de Enrique Diosdado y Amelia de la Torre. En los siguientes años se especializaría en el género de la comedia, aunque también participó en el montaje de obras dramáticas como El zoo de cristal, La desconcertante señora Savage o El carrusel (1964) de Víctor Ruiz Iriarte.
En cine no se prodigó demasiado, y ni siquiera llegó a participar en una decena de títulos. De entre todos ellos destaca el papel de Martita en Plácido (1961), de Luis García Berlanga una de las obras cumbre de la historia del cine español.
Por el contrario, durante los setenta, fue habitual su presencia en televisión interviniendo en diferentes espacios de TVE hasta que en 1966 pasa a formar parte, junto a Carlos Muñoz, Julia Martínez y Rafaela Aparicio, del reparto de Nosotras y ellos (1966), el precedente de lo que en la siguiente temporada sería uno de los mayores éxitos del momento en la pequeña pantalla La casa de los Martínez (1967-1971), serie que afianzó su popularidad y en la que Yepes se mantuvo durante todos los años de emisión.
Tras la cancelación de La casa de los Martínez y tras participar en la versión cinematográfica, se retiró de la interpretación, con alguna incursión puntual como su intervención en el montaje de Cómo ama la otra mitad (1971), de Alan Ayckbourn o la obra para televisión Las entretenidas, de Miguel Mihura. A finales de los 80 y principios de los 90, además, colaboró con Encarna Sánchez en Directamente Encarna, el programa que ésta conducía en la Cadena COPE de radio.
En sus últimos años de vida padeció diversos problemas cardíacos, falleciendo el 4 de febrero de 2015 al agudizarse los mismos.

## Filmografía
| - Su desconsolada esposa (1957) - Su propio destino (1958) - Altas variedades (1960) - Plácido (1961) - Los guardiamarinas (1967) | - Coqueluche (1970) - La casa de los Martínez (1971) - El apartamento de la tentación (1971) - Madrid, Costa Fleming (1976) - El día del presidente (1979) |